# The Other Black Girl
The Other Black Girl est un roman de l'autrice américaine Zakiya Dalila Harris (en), publiée en 2021.
Il a été vendu aux enchères à Atria Publishing Group (en) pour plus d'un million de dollars.

## Réception
Le roman est sorti le 1er juin 2021 et a reçu un accueil critique positif de la part de médias tels que le Washington Post et Kirkus Reviews. The Guardian l'a décrit comme "un aperçu du monde de l'édition et de sa vision originale des employées noires qui s'efforcent de conserver leur authenticité et leur stress".

## Adaptation
Une adaptation télévisée de ce livre, The Other Black Girl, est actuellement en développement par la productrice Tara Duncan, la société Temple Hill Entertainment (en) et la plateforme de streaming Hulu. Zakiya Dalila Harris (en) est co-scénariste du pilote avec Rashida Jones.